# Gasteranthus atrolimbus
Gasteranthus atrolimbus är en tvåhjärtbladig växtart som beskrevs av Wilhelm Freiberg. Gasteranthus atrolimbus ingår i släktet Gasteranthus och familjen Gesneriaceae. Inga underarter finns listade i Catalogue of Life.